# 光度 (光学)
光度（こうど、英語: luminous intensity）は、点状の光源からある方向へ放射される光（可視光）の明るさを表す物理量である。
光束を光源を中心とする立体角による微分として表される。
光度はヒトの感じる物理量の一つであり、心理物理量と呼ばれる。
光度は国際量体系の基本量の一つとして位置付けられており、光度の次元は J で表される。これに対応して国際単位系では、光度の単位としてカンデラ（記号: cd）が定められている。

## 背景
光度はヒトが感じる光の「明るさ」を定量的に定義したものである。従って光度の定義にはヒトの視覚の特性が反映されている。
ヒトが見ることできる光は可視光線に分類される電磁波の一種である。ヒトは眼球の中の網膜を通じて光を感じ取ることができる。網膜の中の錐体細胞と桿体細胞にはそれぞれフォトプシンとロドプシンと呼ばれるタンパク質があり、それらのタンパク質が特定の波長の光を受け取ることで視覚が生じている。
電磁波としての光の強さ（光が持つエネルギー）はその振幅によって決まるが、一方でヒトが感じる「明るさ」はそのまま電磁波の強さには比例しない。ヒトの網膜を構成する視細胞は特定の波長（可視領域）の光にのみ反応するため、例えば赤外線や紫外線などの非可視領域の波長の光に対してヒトは明るさを感じることができない。このヒトの視覚の特性により、光の明暗の感じ方（「明るさ」）は光の強さだけでなく波長にも依存する。

## 定義

光度 I の点光源により面積 S の断面を貫く光束 Φ

断面 S が点光源の周りに張る立体角を ω とする。断面 S を貫く光束が Φ であるとき、微小立体角 dω で指定される方向への光度は
{\displaystyle I={\frac {d\varPhi }{d\omega }}}
で定義される。
定義から直ちに
{\displaystyle \varPhi =\int I\,d\omega }
が得られる。微小立体角を天頂角 θ と方位角 φ で表せば
{\displaystyle \varPhi =\int I(\theta ,\phi )\,\sin \theta \,d\theta \,d\phi }
と表すことができる。
光束が放射束の波長ごとの重み付けにより定義されることに対応して、光度は放射強度の波長ごとの重み付けで表すことができる。
すなわち、波長 λ における分光放射強度を Ie,λ として、光度は
{\displaystyle I=\int _{0}^{\infty }K(\lambda )\,I_{{\text{e}},\lambda }\,d\lambda }
と表される。重み付けを与える波長ごとの関数 K は分光視感効果度（視感度）と呼ばれる。
最大視感効果度 Km に対する比 V=K/Km として比視感度を定めれば、光度は
{\displaystyle I=K_{\text{m}}\int _{0}^{\infty }V(\lambda )\,I_{{\text{e}},\lambda }\,d\lambda }
と表される。
ヒトの感覚を表す視感度は人間によって異なり、同じ人間でも体調などによって変わってしまう。そこで、1979年の第16回国際度量衡総会（CGPM）において最大視感度に対する標準比視感度（標準分光視感効率）が定められた。人間の網膜には明るい時に働く視細胞と暗いときに働く視細胞があるため、標準比視感度には明所視標準比視感度と暗所視標準比視感度がある。特に断りなく標準比視感度と書かれている場合は明所視標準比視感度をさす。

### 測光の国際単位系
| 測光量         | SI単位                                 | SI単位 | 備考                         |
| 測光量         | 名称                                   | 記号   | 備考                         |
| -------------- | -------------------------------------- | ------ | ---------------------------- |
| 光度エネルギー | ルーメン秒                             | lm⋅s   | 放射量における放射エネルギー |
| 光束           | ルーメン（またはカンデラステラジアン） | lm     | 放射量における放射束         |
| 光度           | カンデラ                               | cd     | 放射量における放射強度       |
| 輝度           | カンデラ毎平方メートル                 | cd/m2  | 放射量における放射輝度       |
| 照度           | ルクス（またはルーメン毎平方メートル） | lx     | 放射量における放射照度       |
| 光束発散度     | ルクス（またはルーメン毎平方メートル） | lx     | 放射量における放射発散度     |
| 視感効果度     | ルーメン毎ワット                       | lm/W   |                              |
| 発光効率       | ルーメン毎ワット                       | lm/W   | ランプ効率とも呼ぶ           |